# Austrocedrus chilensis
Austrocedrus chilensis là một loài thực vật hạt trần trong họ Cupressaceae. Loài này được D.Don Pic.Serm. & Bizzarri mô tả khoa học đầu tiên năm 1978.

## Đặc điểm hình thái hạt của
Đặc điểm hình thái hạt của
Lá có vảy, 5 cm, phẳng, apex ngấm ngầm, màu xanh đậm sáng bóng, đốm trắng trên lá, dưới vùng stomatal trắng rõ ràng, sinh ra trong cành cây bằng phẳng, các chi nhánh trên và dưới của lá tương đối nhỏ. Vỏ màu nâu xám. Cả hoa đực và hoa cái đều nhỏ, hoa đực có màu vàng, và hoa cái có màu xanh lá cây, vào đầu mùa xuân, chúng tập hợp thành những quả nhỏ đậu phộng trên các cành cây. Quả hình nón thuôn dài, dài một cm, màu xanh lá cây, với bốn vảy chồng lên nhau.
Lưu ý: loài này có liên quan mật thiết với cây bách ở Bắc Mỹ.
Những người khác:
Chiều cao: 25m Cây: Nón lá hẹp Độ bền: Thường xanh

## Môi trường tăng trưởng của
Đặc điểm hình thái hạt của
Nó chủ yếu được trồng ở vùng núi.

## Vùng phân phối
Đặc điểm hình thái hạt của
Chủ yếu phân phối ở Argentina.